# ایندیانولا (اکلاهما)
ایندیانوولا(به انگلیسی: Indianola) شهری در ایالت اکلاهما کشور ایالات متحده آمریکا است که جمعیت آن در سرشماری سال ۲۰۱۰ میلادی، ۴۸ نفر بوده‌است.